# Stefan Schoengut-Strzemieński

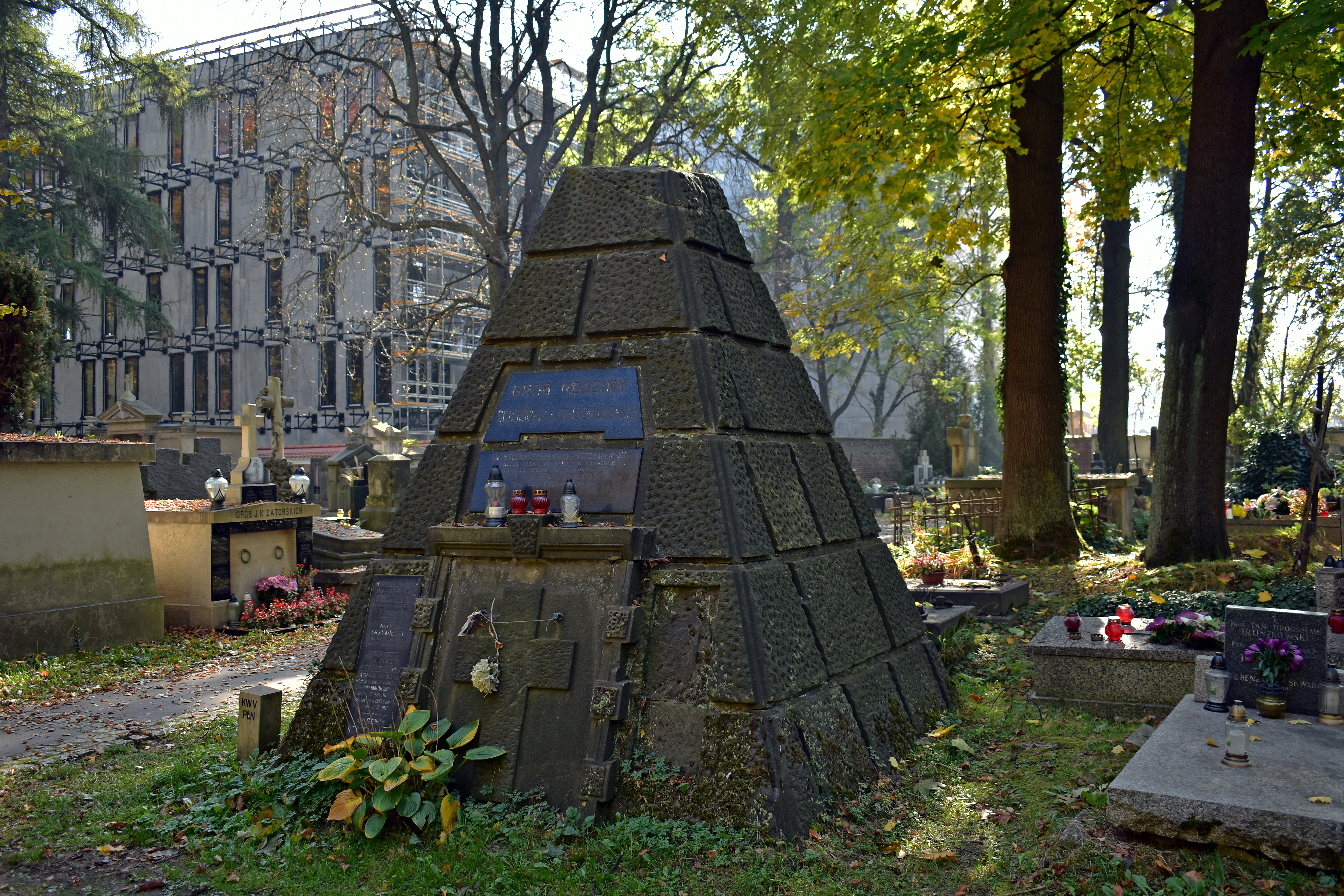
Grobowiec rodzinny Schoengut-Strzemieńskich na cmentarzu Rakowickim

Stefan Schoengut-Strzemieński (ur. 19 listopada 1863 w Bochni, zm. 7 listopada 1932 w Krakowie) – doktor nauk medycznych, lekarz laryngolog, działacz społeczny.

## Życiorys
Syn lekarza. Ukończył szkołę średnią w Tarnowie, a studia lekarskie na Collegium Medicum Uniwersytetu Jagiellońskiego w 1887. Pracował w klinikach i szpitalach wiedeńskich. Uzyskał specjalizację w otolaryngologii. Publikował prace w tym zakresie. Od 1902 zasiadał w zarządzie Zachodnio-Galicyjskiej Izby Lekarskiej w Krakowie, do 1909 będąc sekretarzem. Podczas I wojny światowej działał w ramach Naczelnego Komitetu Narodowego organizując pomoc sanitarną dla legionistów.
Po odzyskaniu przez Polskę niepodległości został działaczem władz naczelnych Izb Lekarskich, pełniąc funkcję wiceprezesa oraz przez ponad 20 lat stanowisko prezesa Izby Lekarskiej Małopolski Wschodniej w Krakowie. Uczestniczył w pracach nad ustawą o praktyce lekarskiej i ustroju Izb Lekarskich, w opracowywaniu kodeksu deontologicznego. Działał w Związku Lekarzy Państwa Polskiego, Związku Lekarzy Kas Chorych, Samopomocy Lekarzy, Towarzystwie Lekarskim, Towarzystwie Lekarzy Polskich b. Galicji, Towarzystwie Otolaryngologicznym (którego był prezesem), Towarzystwa Muzycznego (prezes, sam też rozwijał pasję muzyczną). Pracował jako laryngolog we własnej praktyce lekarskiej oraz w Kasie Chorych. Działał społecznie.
Jego żoną była Natalia Piepes-Poratyńska, córka Jakuba (aptekarza, posła, radnego Lwowa), siostra chemika Jana (1876-1944), z którą miał synów Jerzego (1893-1958, adwokat, major AK) i Jana Kazimierza (1898-1977, gleboznawca, biochemik)
Zmarł 7 listopada 1932 w Krakowie i został pochowany na tamtejszym cmentarzu Rakowickim w piramidalnym grobowcu według projektu Sylwestra Zabłockiego (kwatera V).

## Ordery i odznaczenia
- Krzyż Oficerski Orderu Odrodzenia Polski (2 maja 1923)[8][9]
- Krzyż Walecznych
- Odznaka Honorowa Czerwonego Krzyża II klasy z dekoracją wojenną – Austro-Węgry (1916)[10][11]